# 三重县立护理短期大学
三重县立护理短期大学（日语：／ Mie Kenritsu kango Tanki Daigaku *）是过去一所位于日本三重县津市的公立短期大学。

## 概要

### 简介
- 短期大学为于1977年开办[1]。招生到1996年、停办于2000年[2]。招収只女学生从开办。

### 历史
- 1977年 三重县立护理短期大学成立并同时设置两个学科、以下列举。
  - 第一护理学科
  - 第二护理学科
- 1986年 两个专攻成立于专科[3]。
  - 地区护理学专攻
  - 助产学专攻
- 1993年 专科地区护理学专攻和助产学专攻各为大学评价学位授予机构。
- 1996年 最后一年招生、次年停止招生（正式停办于2000年3月31日）[2]。
- 1997年 第一护理学科的校园迁址至津市梦之丘1-1-1。

## 学校环境
- 梦之丘校园：在了三重县津市梦之丘[注 1]
- 鸟居町校园：在了三重县津市鸟居町

## 历任校长
- 山本俊介：第一代短期大学校长[4]。

## 组织

### 学科
- 第一护理学科
- 第二护理学科

### 专科
| - 地区护理学专攻 - 助产学专攻 |

### 业余课程
| - 没有 |

## 相关链接
- 日本短期大学列表